# Bart Meganck
Bart Meganck (18 januari 1968) is een Belgische voormalige atleet, die gespecialiseerd is in de middellange afstand. Hij werd tweemaal Belgisch kampioen.

## Loopbaan
Meganck werd in 1993 Belgisch kampioen veldlopen op de korte cross. In 1994 nam hij op de 1500 m deel aan de Europese indoorkampioenschappen. Hij werd uitgeschakeld in de series. Het jaar nadien veroverde hij de Belgische indoortitel op deze afstand.
Meganck was aangesloten bij Eendracht Aalst.
Meganck studeerde rechten aan de Universiteit Gent. Na een carrière als advocaat werd hij in 2002 rechter. Zo werd hij voorzitter van het Hof van assisen en raadsheer bij het Hof van beroep. Daarnaast is hij ook actief in het Vlaams Doping Tribunaal, het Belgisch arbitragehof van de sport (BAS) de licentiecommissie van de KBVB en de ethische commissie van de Vlaamse Judofederatie (VJF).

## Belgische kampioenschappen
Outdoor
| Onderdeel               | Jaar |
| ----------------------- | ---- |
| veldlopen (korte cross) | 1993 |

Indoor
| Onderdeel | Jaar |
| --------- | ---- |
| 1500 m    | 1995 |

## Persoonlijke records
Outdoor
| Onderdeel | Prestatie | Datum           | Plaats    |
| --------- | --------- | --------------- | --------- |
| 1500 m    | 3.40,8    | 7 augustus 1992 | Kessel-Lo |

Indoor
| Onderdeel | Prestatie | Datum           | Plaats |
| --------- | --------- | --------------- | ------ |
| 1500 m    | 3.41,67   | 29 januari 1994 | Gent   |

## Palmares

### 1500 m
- 1993:  BK indoor AC – 3.42,97
- 1993:  BK AC – 3.48,52
- 1994: 8e in series EK indoor te Parijs – 3.48,96
- 1994:  BK AC – 3.47,28
- 1995:  BK indoor AC – 3.46,09

### veldlopen
- 1993:  BK korte cross te Mechelen